# Parthenos sylvia
Espèce
Parthenos sylvia est une espèce de lépidoptères (papillons) de la famille des Nymphalidae, de la sous-famille des Limenitidinae et du genre Parthenos.

## Dénomination
Parthenos sylvia a été nommé par Pieter Cramer en 1776.
Synonyme : Papilio sylvia Cramer, [1776];

### Noms vernaculaires
Il se nomme Clipper en anglais.

### Sous-espèces

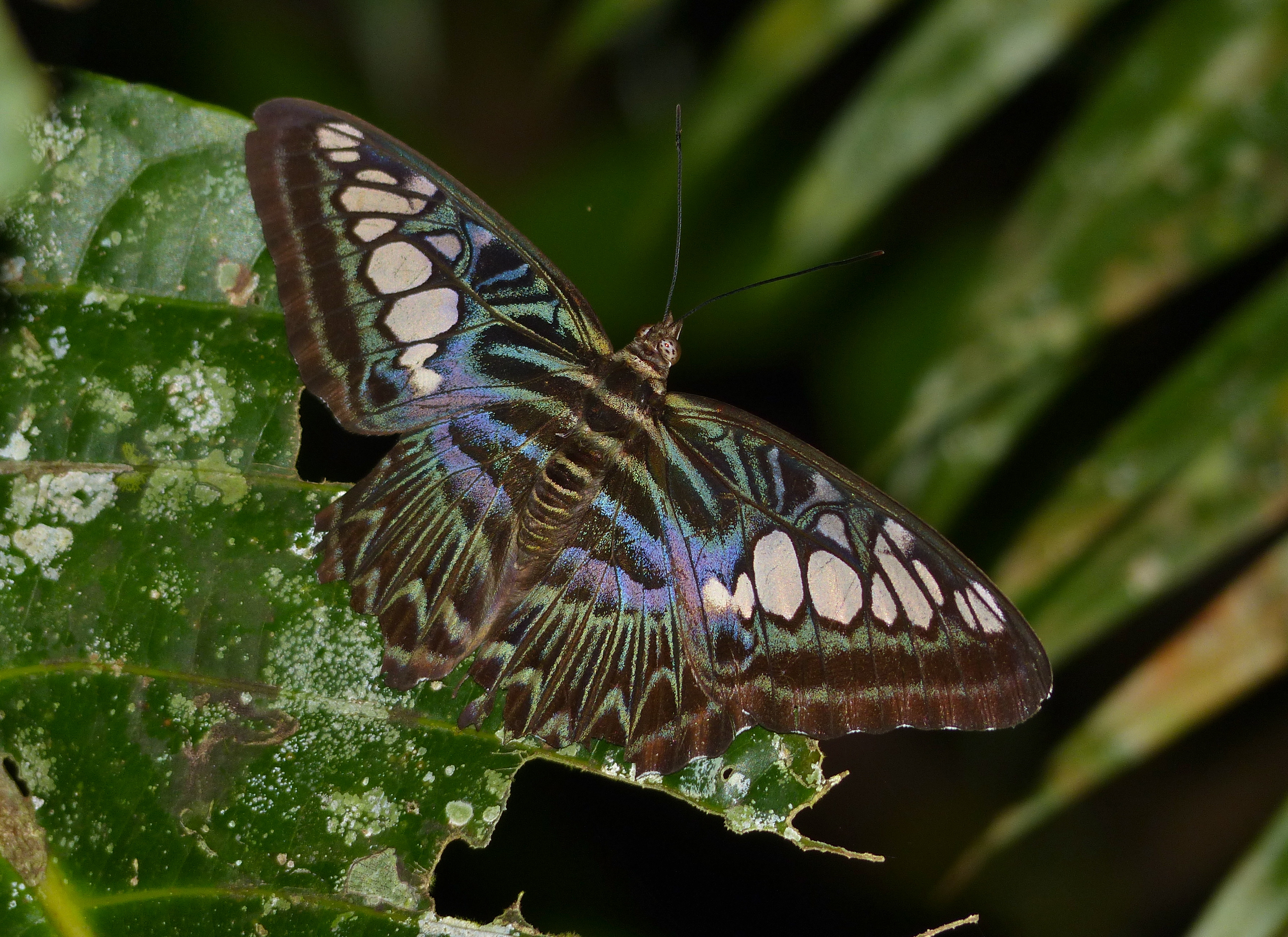
Parthenos sylvia borneensis (Parc national de Niah, Malaisie)

- Parthenos sylvia admiralia Rothschild, 1915
- Parthenos sylvia apicalis Moore, 1878
- Parthenos sylvia aruana Moore, [1897]
- Parthenos sylvia bandana Fruhstorfer
- Parthenos sylvia bellimontis Fruhstorfer, 1899
- Parthenos sylvia borneensis Staudinger, 1889
- Parthenos sylvia brunnea Staudinger, 1888
- Parthenos sylvia couppei Ribbe, 1898
- Parthenos sylvia cyaneus Moore, 1877
- Parthenos sylvia ellina Fruhstorfer, 1899
- Parthenos sylvia gambrisius (Fabricius, 1787)
- Parthenos sylvia guineensis Fruhstorfer, 1899
- Parthenos sylvia joloensis Fruhstorfer, 1899
- Parthenos sylvia lilacinus Butler, 1879
- Parthenos sylvia nodrica (Boisduval, 1832)
- Parthenos sylvia numita Fruhstorfer, 1904
- Parthenos sylvia obiana Fruhstorfer, 1904
- Parthenos sylvia pherekides Fruhstorfer, 1904
- Parthenos sylvia pherekrates Fruhstorfer, 1904
- Parthenos sylvia philippinensis Fruhstorfer, 1899
- Parthenos sylvia roepstorfii Moore, [1897]
- Parthenos sylvia salentia (Hopffer, 1874)
- Parthenos sylvia sylla (Donovan, 1798)
- Parthenos sylvia silvicola Fruhstorfer, 1897
- Parthenos sylvia sulana Fruhstorfer, 1899
- Parthenos sylvia sumatrensis Fruhstorfer, 1899
- Parthenos sylvia theriotes Fruhstorfer
- Parthenos sylvia thesaurinus Grose-Smith, 1897
- Parthenos sylvia thesaurus Mathew, 1887
- Parthenos sylvia tualensis Fruhstorfer, 1899
- Parthenos sylvia ugiensis Fruhstorfer
- Parthenos sylvia virens Moore, 1877

## Description
C'est un grand papillon d'une envergure de 70 à 120 mm suivant les sous-espèces. Le plus souvent de couleur noire ornementé de taches jaunes presque hyalines mais suivant les sous-espèces il peut se colorer de divers tons de bleu et de vert. 

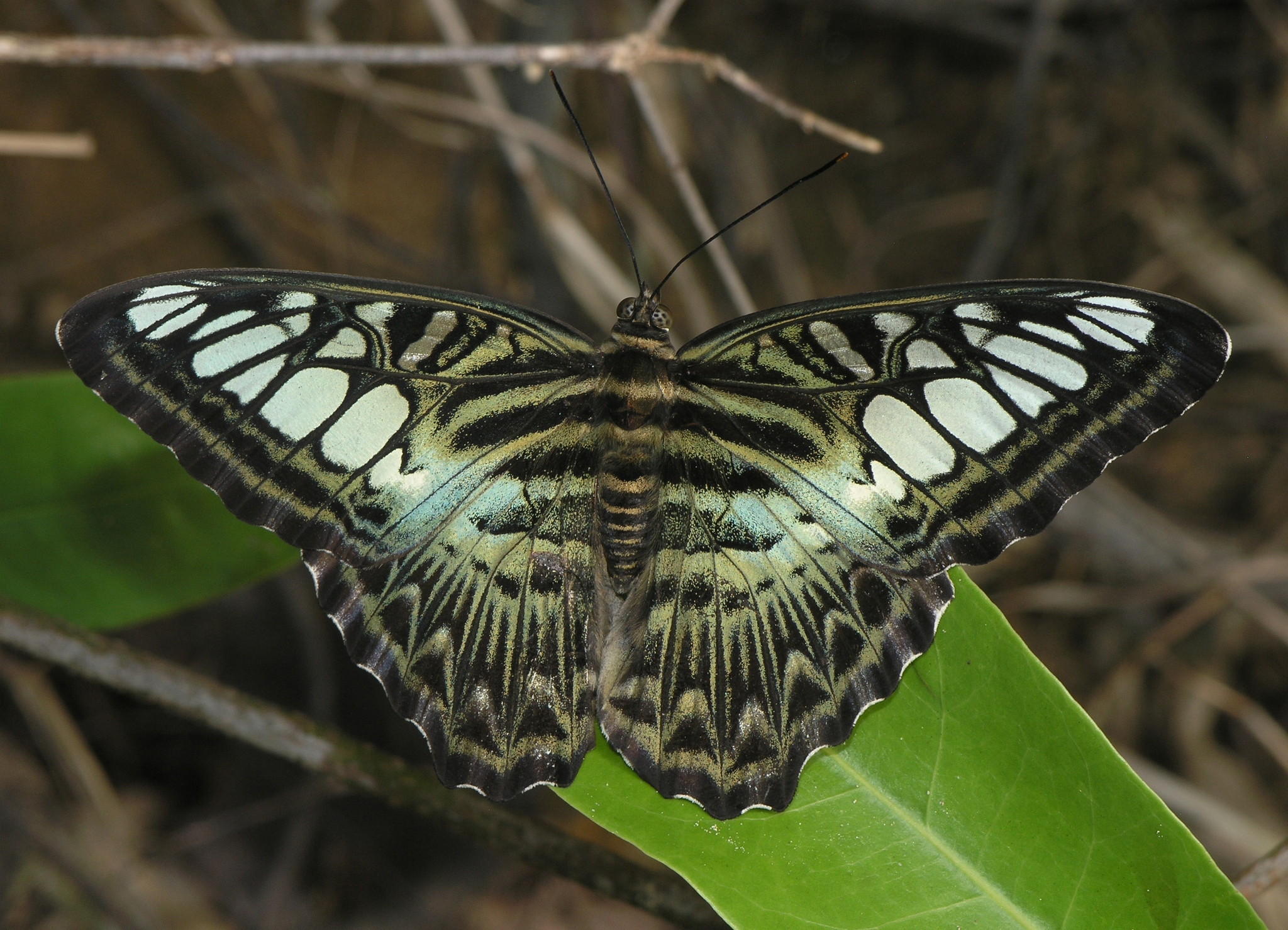
Parthenos sylvia apicalis
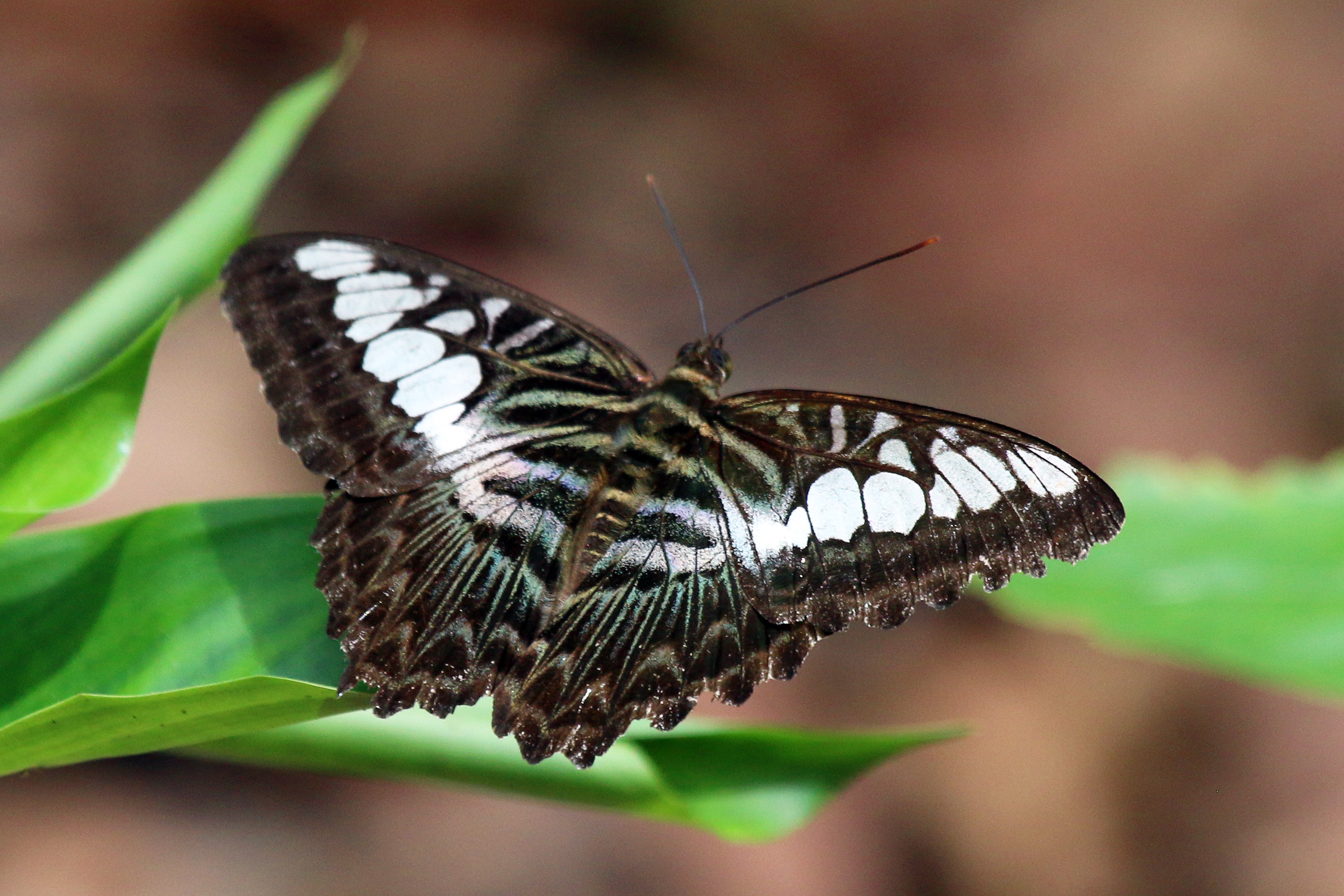
Parthenos sylvia borneensis
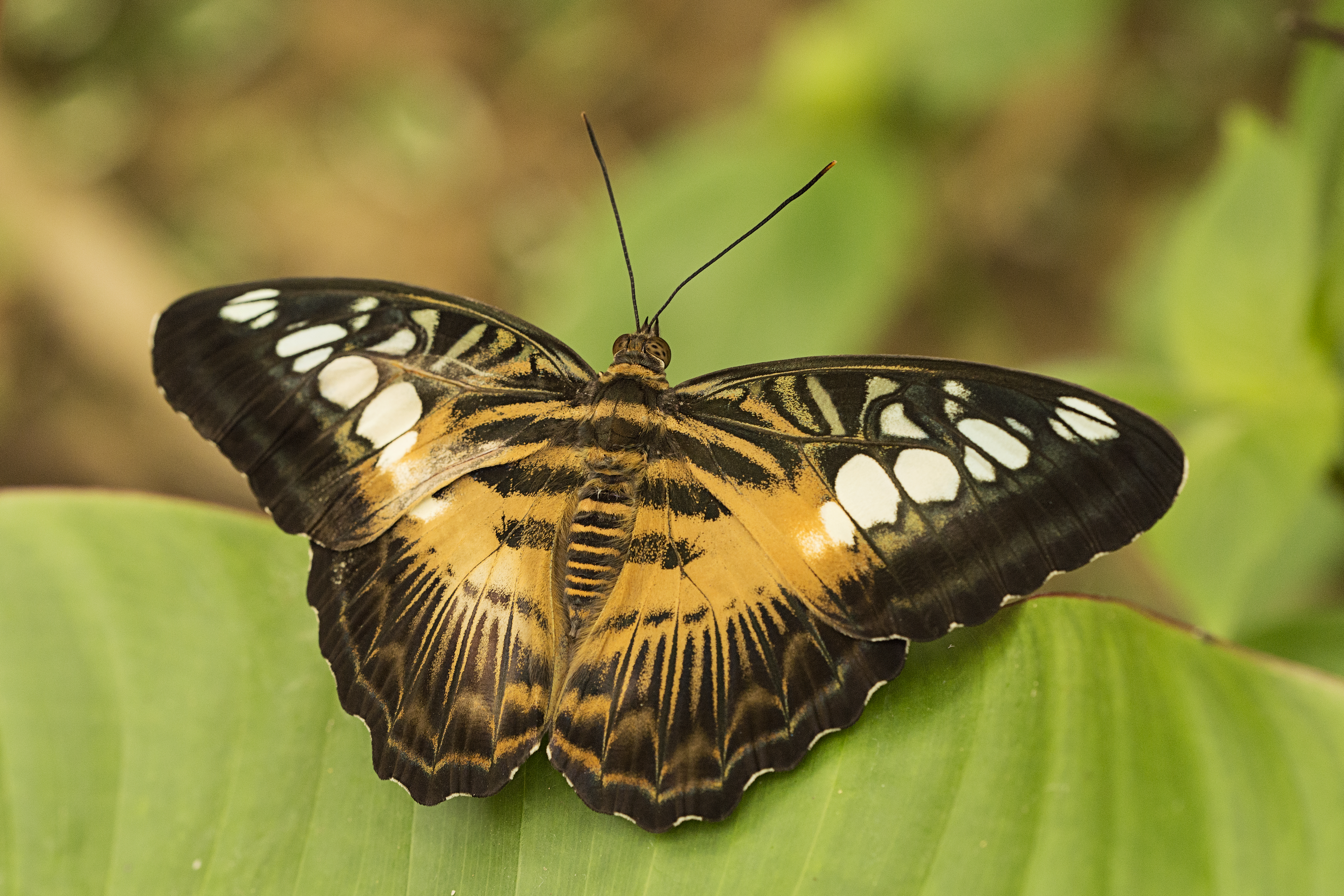
Partenos sylvia lilacilus
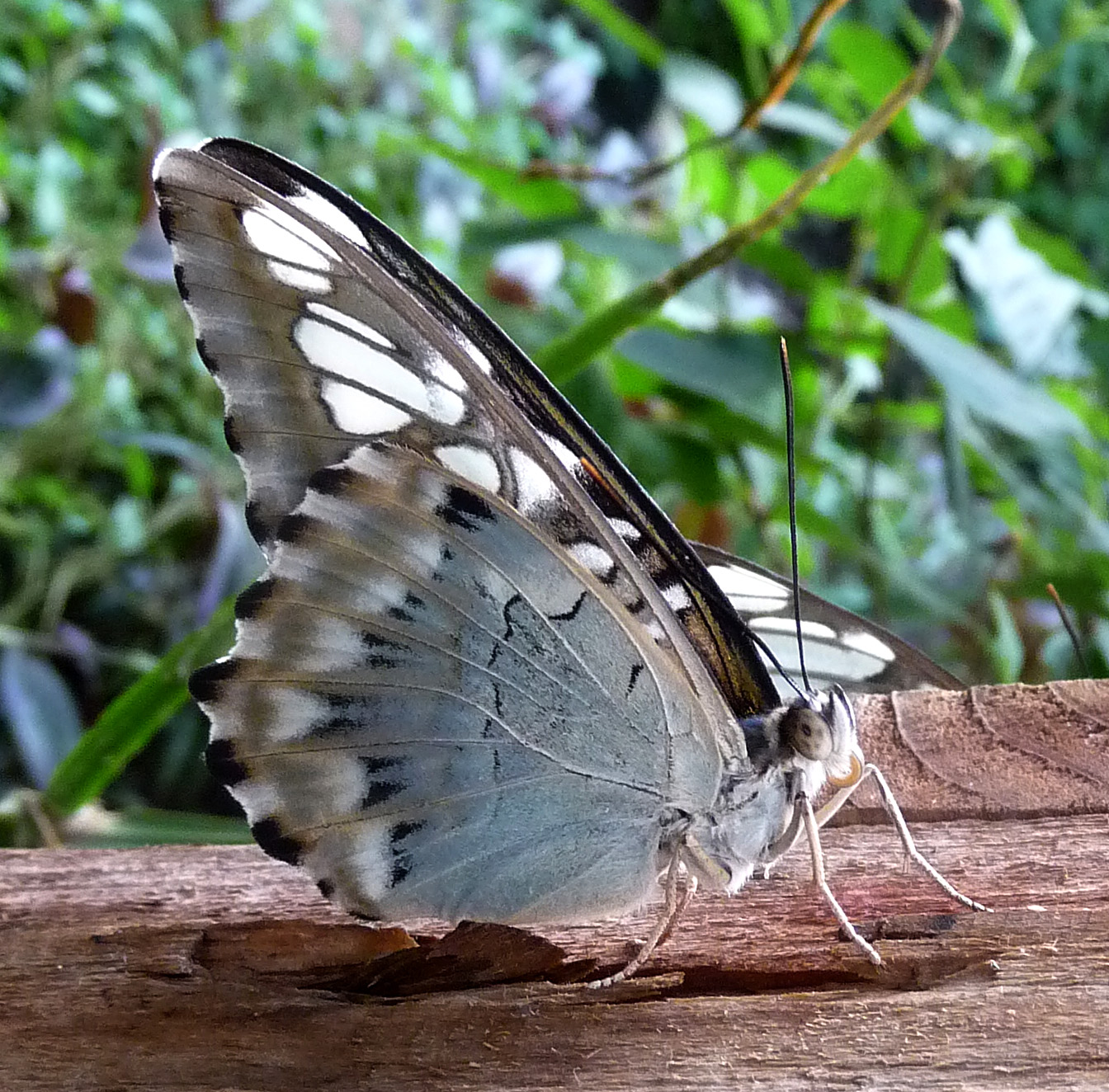
Parthenos sylvia lilacinus
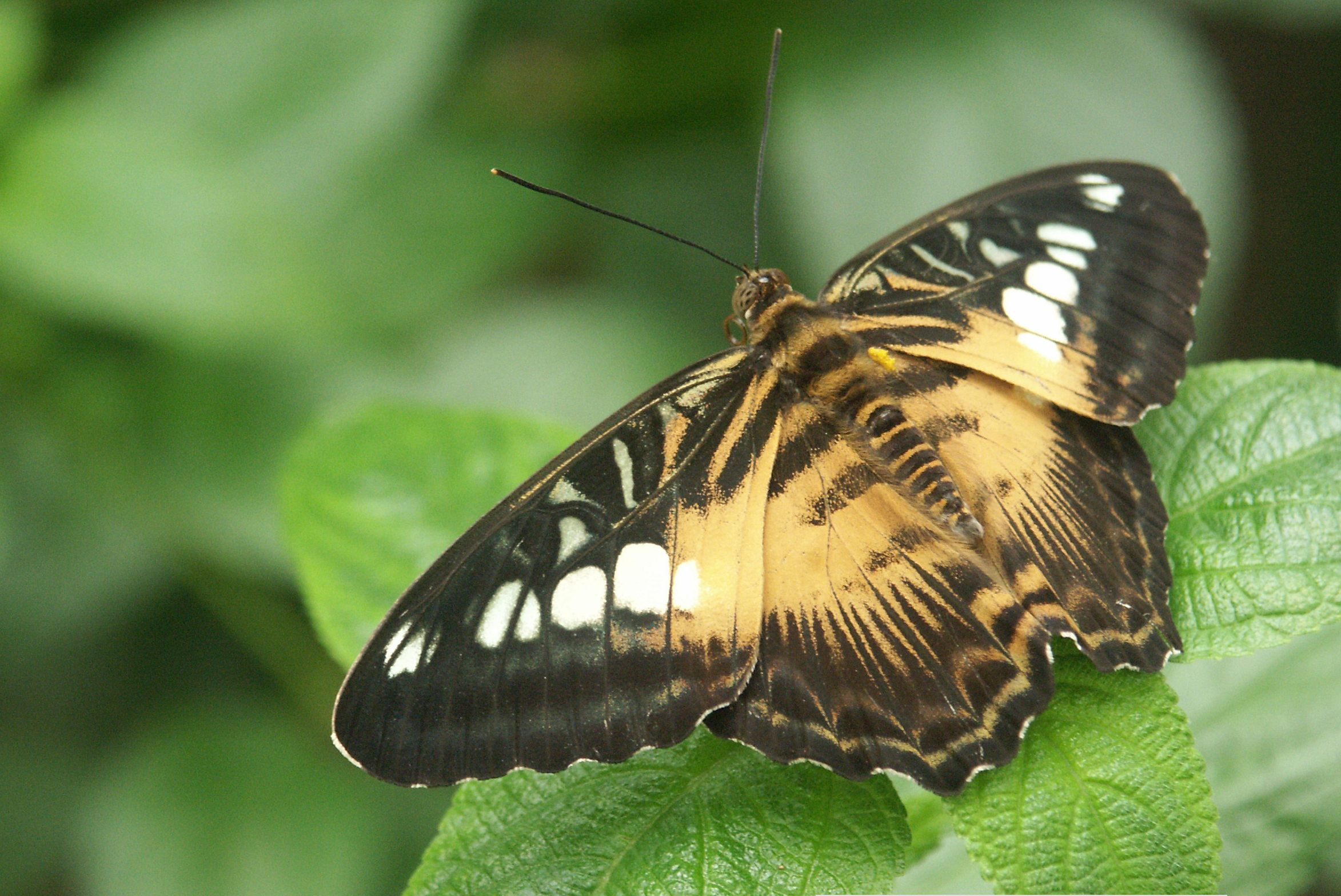
Parthenos sylvia philippensis
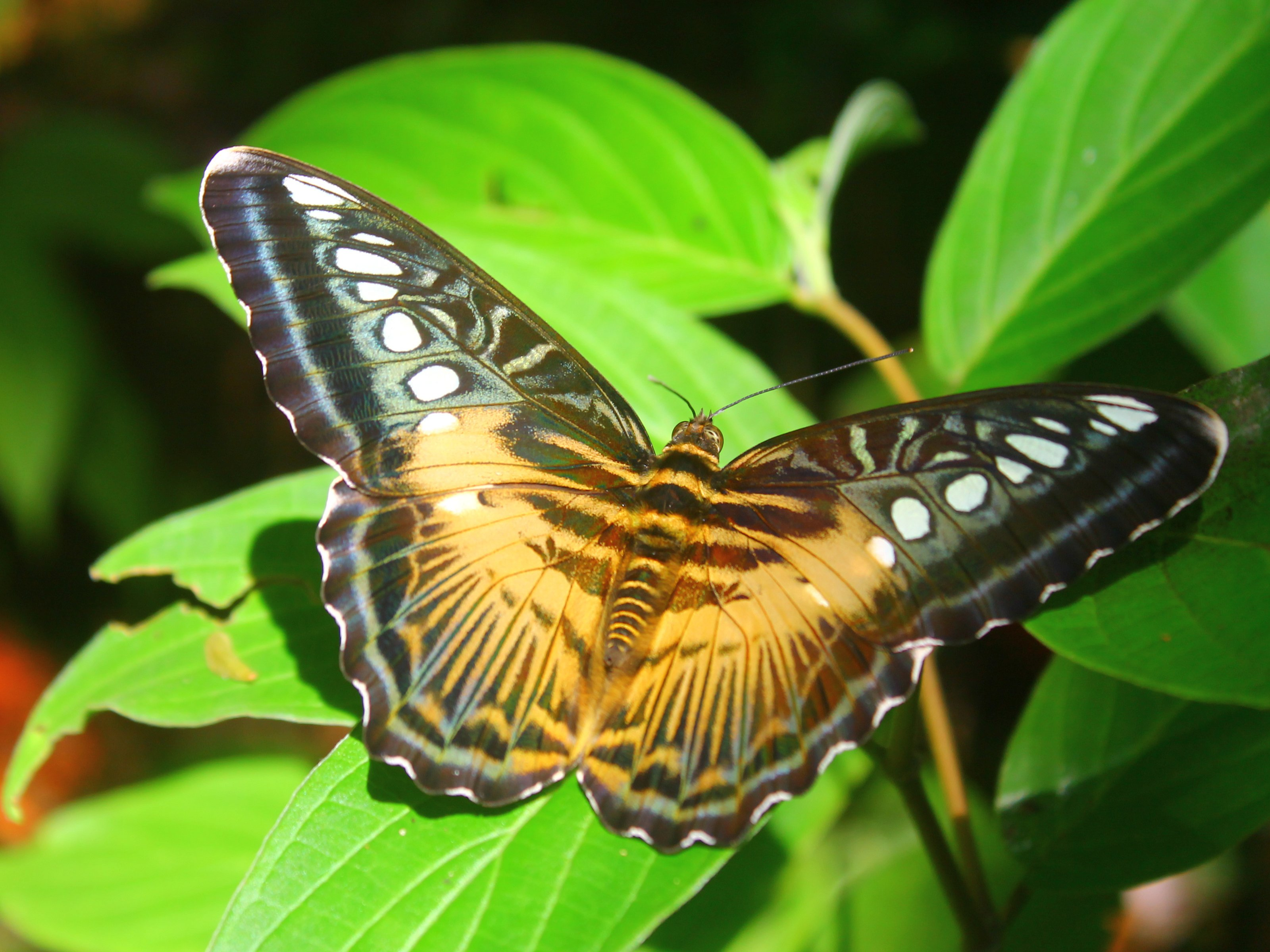
Parthenos sylvia saltentia
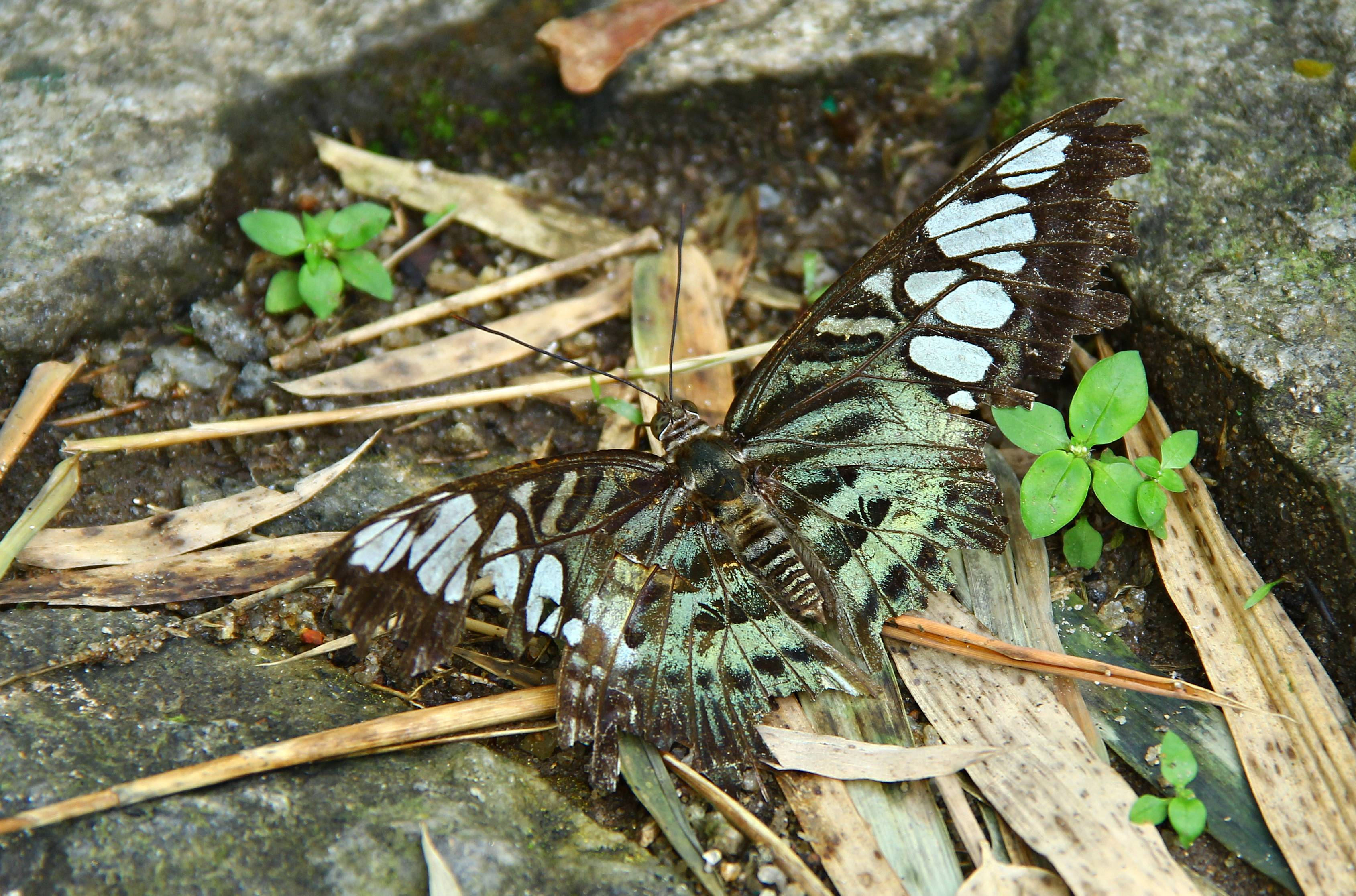
Parthenos sylvia virens

Ses ailes antérieures aux taches jaunes-blanches translucides et ses dessins noirs font qu'il est cependant facilement identifiable.

### Chenille
De couleur variable suivant les sous-espèces, elle est épineuse.

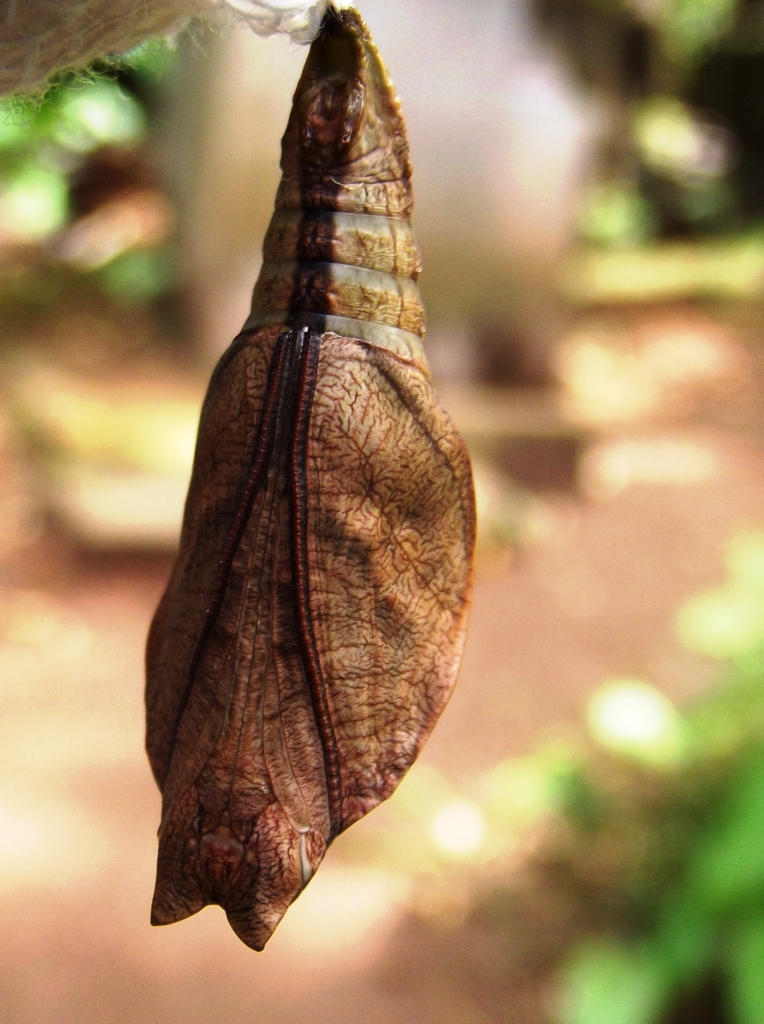
Chrysalide
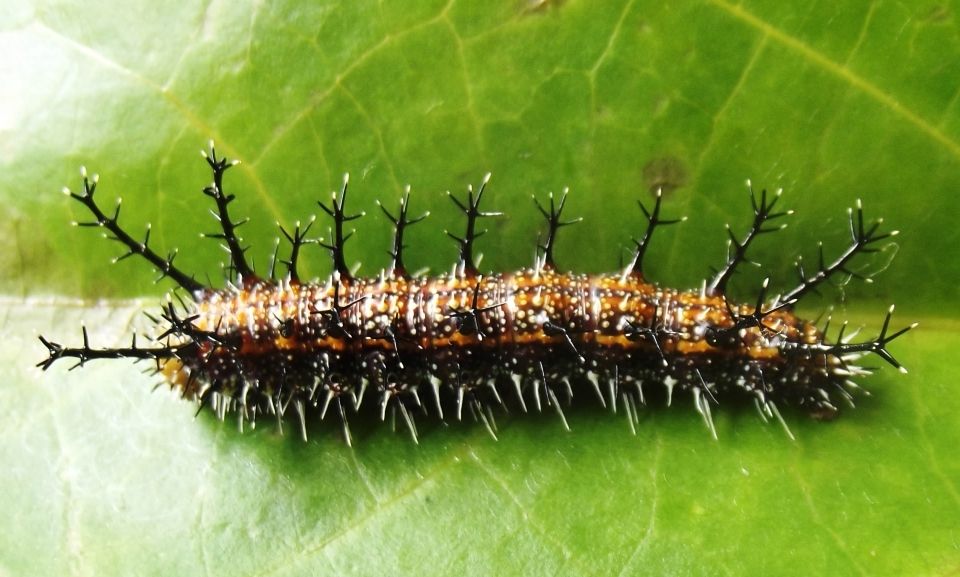
Chenille
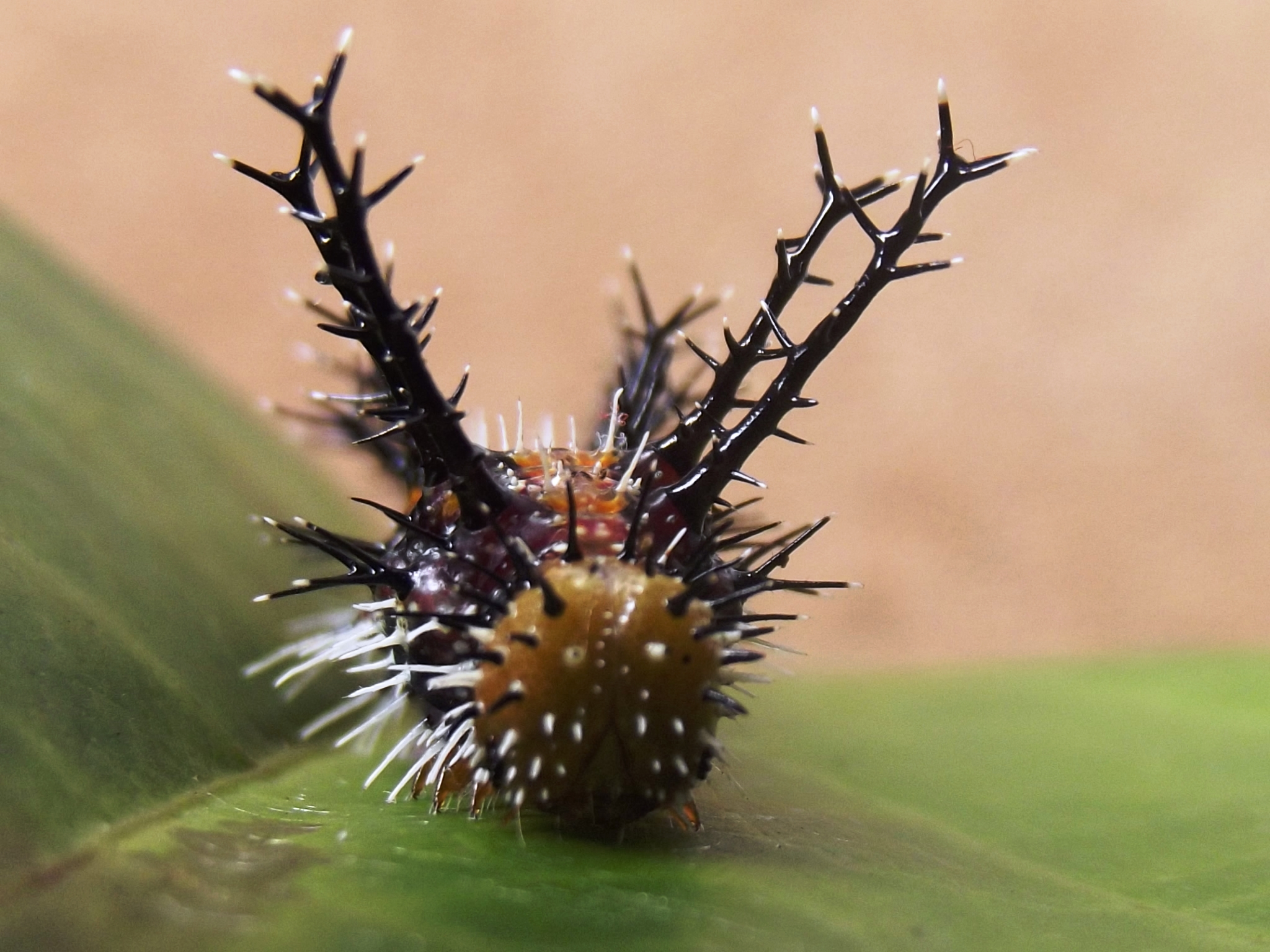
Tête de la chenille

## Biologie
C'est une espèce au vol rapide qui présente la particularité d'avoir un mouvement de battement d'ailes compris principalement entre l'horizontale et quelques degrés en dessous. Entre deux battements d'ailes il effectue des vols planés.

### Période de vol et hivernation
L'imago vole de septembre à février.

### Plantes hôtes
Les plantes hôtes de sa chenille sont des Cucurbitaceae, des Passifloraceae (Adenia palmata), des Menispermaceae (Tinospora cordifolia),.

## Écologie et distribution
Il est présent dans la plupart des pays d'Asie du sud-est, en particulier dans les Philippines, en Inde dans les Ghâts occidentaux, l'Assam, le Myanmar,au Sri Lanka, en Malaisie et en Nouvelle-Guinée.

### Biotope
Il réside dans la jungle dense.

## Philatélie
Parthenos sylvia orne un timbre du Vanuatu et un timbre du Cambodge de 2001,.